# Hare Bay Islands Ecological Reserve
Die Hare Bay Islands Ecological Reserve ist ein Naturschutzgebiet vor der zur kanadischen Provinz Neufundland und Labrador gehörenden Insel Neufundland. Das Reservat wurde 1964 eingerichtet. 1983 erhielt das Schutzgebiet seinen heutigen Status.

## Lage
Das 31 km² große Schutzgebiet befindet sich in der Hare Bay unweit der Nordspitze der Great Northern Peninsula. Es umfasst die Brent Islands (⊙), zwei fast miteinander verbundene Inseln, sowie die beiden Inseln Gilliat Island (⊙) und Spring Island (⊙). Außerdem kommen noch 26 km² Wasserfläche um diese Inseln hinzu. Die Gemeinde Main Brook befindet sich südlich der Inseln auf Neufundland.

## Fauna
Die Hare Bay Islands Ecological Reserve wurde zum Schutz der Brutplätze der Eiderente auf Gilliat Island und Spring Island eingerichtet. 2004 befanden sich etwa 170 Brutpaare auf den Inseln. Zwischen 1988 und 1996 fand in dem Gebiet ein Zuchtprogramm der Entenart statt. Weitere Vogelarten, die während der Sommermonate im Naturschutzgebiet brüten, sind Fluss-Seeschwalbe, Küstenseeschwalbe, Ohrenscharbe, Ringschnabelmöwe, Amerikanische Silbermöwe und Mantelmöwe.

## Versteinerungen
Im Naturschutzgebiet befinden sich Felsformationen aus dem Unter- und Mittel-Ordovizium. Diese enthalten u. a. 457 Millionen Jahre alte Schnecken-Fossilien.